# 蔣重光
蔣重光（1708年—1768年），字子宣，號辛齋，江南蘇州府長洲縣人，清朝文學家、藏書家。

## 生平
蔣重光為蘇州婁關蔣氏家族蔣燦玄孫。本生曾祖蔣圻為監生，嗣曾祖蔣垣為長洲庠生。祖父蔣之逵為監生。父蔣文源（字騫友，號坦菴，1658-1746，蔣之逵第三子）以廩貢候選訓導，因隨長兄蔣文瀾助修江南水利有功，雍正六年（1728年）贈七品職。
蔣重光為蔣文源第四子，從小天資聰穎好讀書，考得增廣生。後師從沈德潛，可惜科舉之路不順，未能考取功名，但堅持鑽研讀書著述。著有《賦琴樓遺稿》、《缶音小草》、《囈語集》，與從兄蔣恭棐等參與纂修《蘇州府志》，輯有《國朝文選》、《國朝墨裁》、《昭代詞選》（蔣重光輯，同鄉張玉穀、沈光裕參定）、《漢魏六朝唐宋元明國朝別裁詩選》等。乾隆三十八年（1773年）詔開四庫全書館徵四方書籍，其時蔣重光已去世，其次子蔣曾罃與第四子蔣曾榮檢視父親所審訂書百種進呈，獲乾隆帝嘉獎，御賜《佩文韻府》一部及御制七言詩書等。
乾隆四十一年（1776年），因蔣重光曾資助老師沈德潛刻板印刷《國朝詩別裁集》，被牽涉入相關文字獄案。由於兩位當事人皆已去世，由兩家之孫沈維熙與蔣元城等代為稟報刻板銷燬狀況。

## 蔣氏塔影園
蔣重光在虎丘東南隅購得程氏故居，將其改建為別業“蔣氏塔影園”（區別於虎丘另一處的明代“文氏塔影園”），俗稱“蔣園”。內有寶月廊、香草廬、浮蒼閣、隨鷗亭等景致，沈德潛著有《蔣氏塔影園記》。嘉慶二年（1797年）蘇州府知府任兆炯將蔣園改建成“白公祠”，內有思白堂、懷杜閣、仰蘇樓等。光緒二十九年（1903年），兩江總督魏光燾等請建李鴻章祠（包含紀念李鴻章六弟鹽運使李昭慶），此園歸入祠內，改名“靖園”。園內亭榭山石，荷池旱舫，花木幽雅。辛亥革命後，李鴻章祠開放給大眾。抗戰期間，此園被日軍改為草席廠。抗戰勝利後，駐守虎丘自衛軍又將其改為造紙廠。1948年，安徽人士在此辦私立淮上中學。1949年後，學校陸續更名為虎丘初級中學、第二十八中學、蘇州高等幼兒師範學校，至2015年遷出。2019年至2021年，蘇州啟動虎丘塔影園修復工程，並於2021年11月正式對外開放。

## 家庭
夫人為康熙四十七年（1708年）戊子科舉人福建道監察御史趙成穮女；繼妻張烺女（即張鵬翮姊妹）；側室陸氏與孫氏。有四子：蔣曾犖、蔣曾罃、蔣曾㽦、蔣曾榮及五女。孫蔣元城（母為徐倬女）、蔣元堉等。裔孫諸多，包括蔣炳章等。此外，蔣重光家族同輩從兄蔣杲亦為藏書家。
蔣重光第四子蔣曾榮之孫蔣錫寶（字伯申，號崧生，1809-1859）為道光二十四年（1844年）甲辰科進士，任淮安府儒學教授等職。其出嗣次子蔣清翊（字敬臣，1840-1892），著有《王子安集注》、《緯學源流興廢攷》、《任彥升集注》等。蔣清翊長子蔣黼（或作蔣斧，字覲扆，號伯斧，1866-1911）與羅振玉為長年摯友，兩人在清末教育改革及敦煌研究等方面有諸多合作交集。蔣黼藏有《唐韻》殘卷一冊，輯有《沙州文錄》、《老子化胡經殘卷》、《摩尼經殘卷》，著有與張謇等參訪1903年大阪博覽會及觀摩日本現代化進程的《東遊日記》，以及《中國教育史資料》十卷等書。吳縣志有傳。蔣清翊季子蔣克家有四子遷台，包括：長子蔣慰祖（原名蔣𢟬祖，字柏森）為台灣高等檢察署首任長官；次子蔣燿祖（字光亞）為著名法學家，著有《中美司法比較》等書；三子蔣煇祖（字春深）為中學教師；四子蔣炤祖（字一安）為私立東吳大學教授，著有《國父哲學思想論》等。